# 40 Batalion Celny

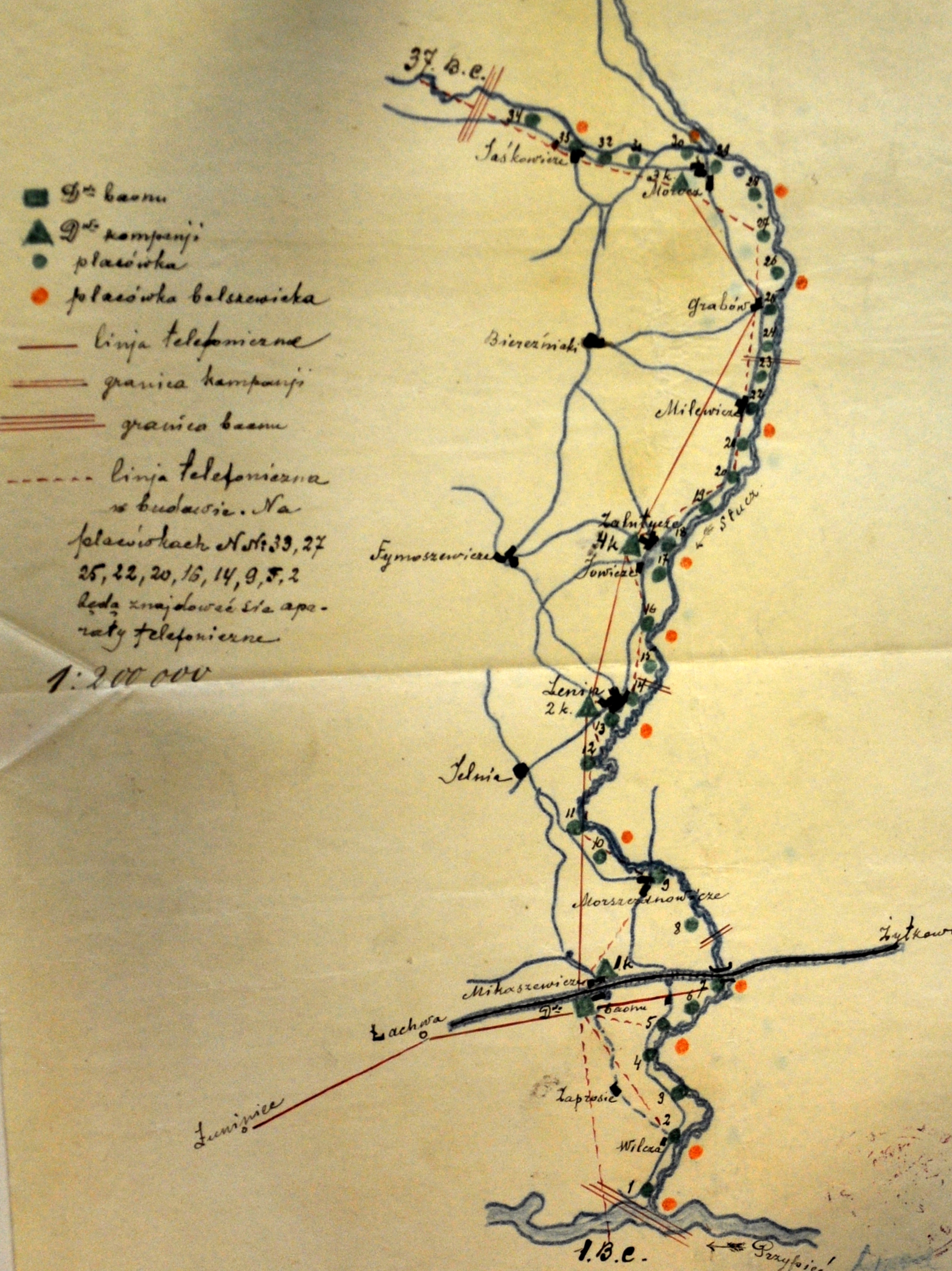
Rozmieszczenie 40 batalionu celnego

40 Batalion Celny – jednostka organizacyjna formacji granicznych II Rzeczypospolitej.

## Formowanie i zmiany organizacyjne
Na podstawie rozkazu Ministra Spraw Wojskowych L.11069/Mob. z dnia 13 sierpnia 1921 w miejsce batalionów etapowych i wartowniczych utworzone zostały bataliony celne. 40 batalion celny powstał w granicach DOG Poznań, a zorganizowano go z eskort zlikwidowanych oddziałów robotników i jeńców. Etat batalionu wynosił 14 oficerów i 600 szeregowych. Podlegał Ministerstwu Spraw Wewnętrznych.
Mimo że batalion był w całym tego słowa znaczeniu oddziałem wojskowym, nie wchodził on w skład pokojowego etatu armii. Uniemożliwiało to uzupełnianie z normalnego poboru rekruta. Ministerstwo Spraw Wojskowych zarówno przy ich formowaniu, jak i uzupełnianiu przydzielało mu często żołnierzy podlegających zwolnieniu, oficerów rezerwy oraz szeregowców i oficerów zakwalifikowanych przez dowództwa okręgów generalnych jako nie nadających się do dalszej służby wojskowej.
W listopadzie 1921 Ministerstwo Spraw Wewnętrznych postanowiło powołać brygady celne. 40 batalion celny znalazł się w strukturze 7 Brygady Celnej. 
Wykonując postanowienia uchwały Rady Ministrów z 23 maja 1922, Minister Spraw Wewnętrznych rozkazem z 9 listopada 1922 zmienił nazwę „Baony Celne” na „Straż Graniczna”. Wprowadził jednocześnie w formacji nową organizację wewnętrzną. 40 batalion celny przemianowany został na 40 batalion Straży Granicznej.
Sąsiednie bataliony
- 24 batalion celny ⇔ 33 batalion celny – XII 1921[8]
- 1 batalion celny ⇔ 37 batalion celny −

## Służba celna
Zgodnie z rozkazem poleskiego inspektora wojskowego granicy wschodniej z 19 października 1921, 40 batalion celny (poznański) obsadził odcinek granicy od wsi Jaskowicze do Prypeci z siedzibą dowództwa batalionu w Mikaszewicze.
Odcinek batalionowy podzielony był na cztery pododcinki, które obsadzały kompanie wystawiające posterunki i patrole. Posterunki wystawiano wzdłuż linii granicznej w taki sposób, by mogły się nawzajem widzieć w dzień. W tym zakresie batalion współpracował z posterunkami i patrolami Policji Państwowej. Współpraca polegała na tym, że te pierwsze wystawiały wzdłuż linii granicznej stale posterunki i patrole, natomiast policja tworzyła je w głębi strefy, poza linią graniczną. W zakresie ochrony granicy batalion podlegał staroście.

## Kadra batalionu
Dowódcy batalionu
| stopień | imię i nazwisko | okres pełnienia służby | kolejne stanowisko |
| ------- | --------------- | ---------------------- | ------------------ |
| kpt.    | Tarnogórski     | XII 1921 – I 1922      |                    |
| płk     | Przyłucki       | II – X 1922            |                    |

Dowódcy kompanii
| Data       | Dowódca 1 kompanii celnej | Dowódca 2 kompanii celnej | Dowódca 3 kompanii celnej | Dowódca 4 kompanii celnej |
| ---------- | ------------------------- | ------------------------- | ------------------------- | ------------------------- |
| 1 XII 1921 | por. Bojanowski           | por. Rakowski             | por. Węglewski            | por. Cieślewicz           |

## Struktura organizacyjna
| Ordre de Bataille 40 batalionu celnego w Mikaszewiczach na dzień 1 lipca 1922 | Ordre de Bataille 40 batalionu celnego w Mikaszewiczach na dzień 1 lipca 1922 | Ordre de Bataille 40 batalionu celnego w Mikaszewiczach na dzień 1 lipca 1922 | Ordre de Bataille 40 batalionu celnego w Mikaszewiczach na dzień 1 lipca 1922 | Ordre de Bataille 40 batalionu celnego w Mikaszewiczach na dzień 1 lipca 1922 |
| ----------------------------------------------------------------------------- | ----------------------------------------------------------------------------- | ----------------------------------------------------------------------------- | ----------------------------------------------------------------------------- | ----------------------------------------------------------------------------- |
| kompania                                                                      | 1. Mikaszewicze                                                               | 2. Lenin                                                                      | 3. Morocz                                                                     | 4. Zalutycze                                                                  |
| dowódcy                                                                       | rtm. Kolagol                                                                  | por. Rakowski                                                                 | kpt. Bienkuński                                                               | por. Cieślewicz                                                               |